# Jüdischer Friedhof (Kouřim)

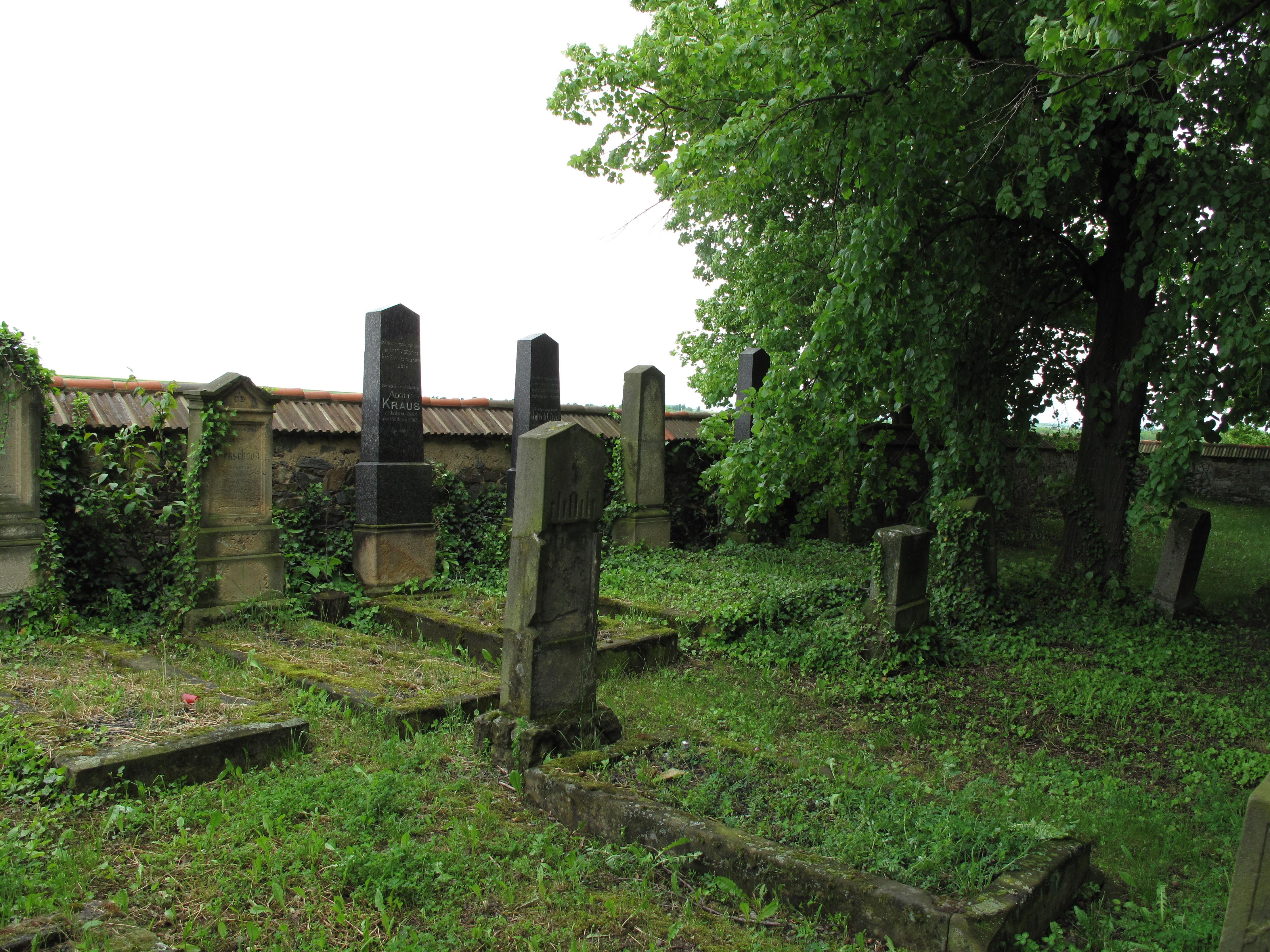
Jüdischer Friedhof in Kouřim

Der Jüdische Friedhof in Kouřim, einer tschechischen Stadt im Okres Kolín, wurde um 1890 angelegt. Der jüdische Friedhof liegt nördlich des Ortes an der Landstraße 3344.
Auf dem circa 2500 Quadratmeter großen Friedhof sind heute noch zahlreiche Grabsteine erhalten.